# Hartmannsdorf (Zwickau)
Hartmannsdorf (früher auch Hartmannsdorf bei Werdau) ist der kleinste Ortsteil der Stadt Zwickau, das seit 2008 Kreisstadt des Landkreises Zwickau im Freistaat Sachsen ist. Er wurde am 1. Juli 1993 nach Zwickau eingemeindet. Dies geschah durch den freiwilligen Entschluss der Gemeindeverantwortlichen. Der Ort liegt im Stadtbezirk Zwickau-Nord und trägt die amtliche Nummer 34.

## Lage

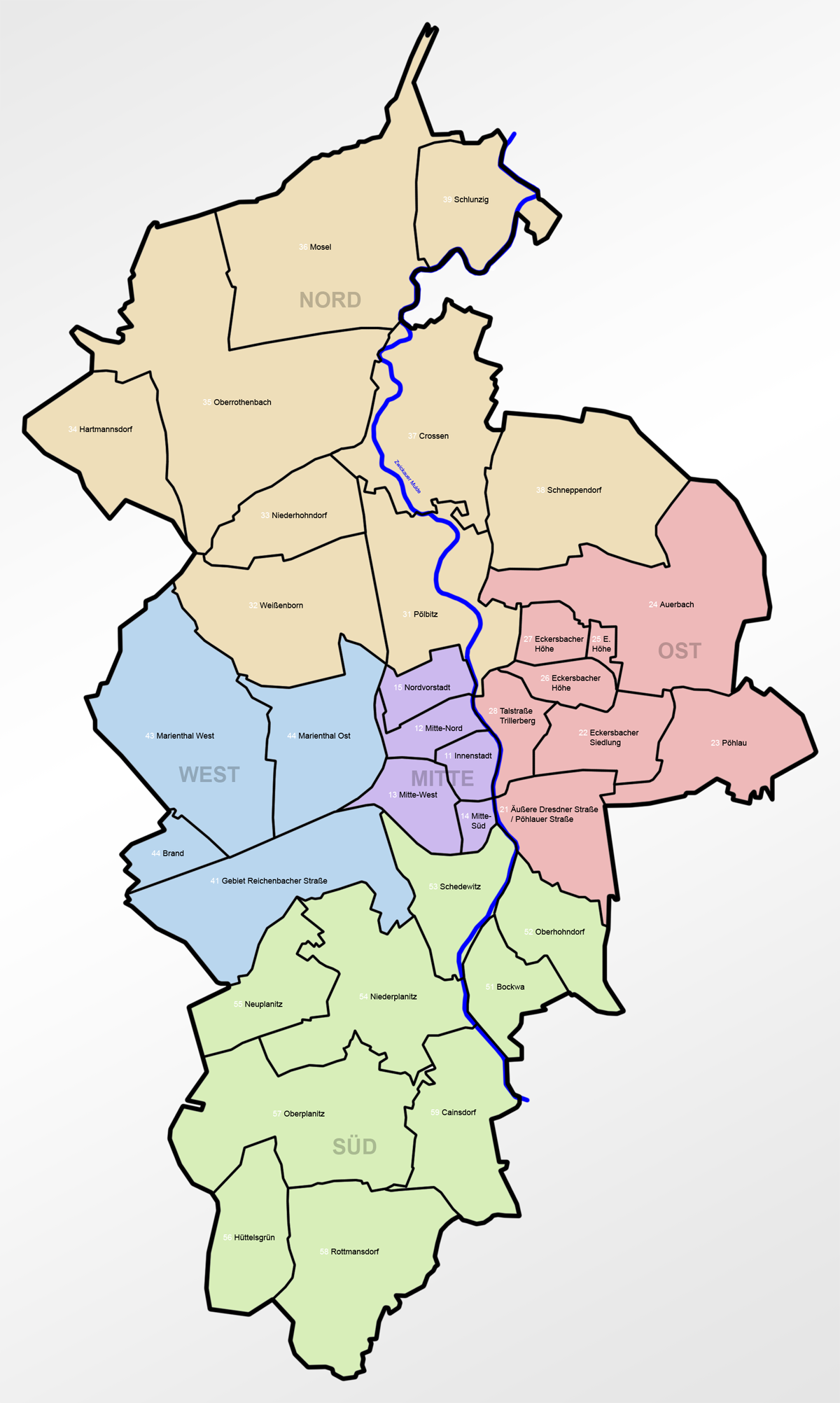
Stadtbezirke und Stadtteile von Zwickau

Hartmannsdorf liegt nordwestlich des Zwickauer Stadtzentrums. Im Nordosten und Osten grenzt Hartmannsdorf an den Zwickauer Stadtteil Oberrothenbach, im Nordwesten und Norden an die zu Neukirchen/Pleiße gehörigen Ortsteile Lauterbach und Dänkritz, im Südwesten an den Werdauer Ortsteil Königswalde. Hartmannsdorf liegt am Lutherweg Sachsen.

## Geschichte
Hartmannsdorf wurde erstmals im Jahr 1273 urkundlich erwähnt. Der Ort gehörte ursprünglich zum weiter entfernten Besitz des Klosters Grünhain im Westerzgebirge. Im Zuge der Einführung der Reformation wurde das Kloster Grünhain im Jahr 1533 säkularisiert. Nach dessen endgültiger Auflösung kam Hartmannsdorf im Jahr 1536 unter die Verwaltung des kursächsischen Amts Zwickau. Kirchlich ist Hartmannsdorf seit jeher in den Nachbarort Königswalde gepfarrt.
Im Jahr 1856 kam Hartmannsdorf zum Gerichtsamt Werdau und 1875 zur Amtshauptmannschaft Zwickau. Zur Unterscheidung des ebenfalls zur Amtshauptmannschaft gehörigen gleichnamigen Orts „Hartmannsdorf bei Saupersdorf“ erhielt der Ort den Namen „Hartmannsdorf bei Werdau“.
1952 wurde Hartmannsdorf dem neu gegründeten Kreis Werdau im Bezirk Chemnitz (1953 in Bezirk Karl-Marx-Stadt umbenannt) zugeordnet, der 1990 als sächsischer Landkreis Werdau fortgeführt wurde. Mit der am 1. Juli 1993 erfolgten Eingemeindung in die damals kreisfreie Stadt Zwickau endete die Zugehörigkeit zum Landkreis Werdau.

### Bevölkerungsentwicklung
| Datum             | Einwohnerzahl |
| ----------------- | ------------- |
| 31. Dezember 1998 | 138           |
| 31. Dezember 1999 | 149           |
| 31. Dezember 2000 | 140           |
| 31. Dezember 2001 | 149           |
| 31. Dezember 2002 | 157           |
| 31. Dezember 2003 | 158           |
| 31. Dezember 2004 | 159           |
| 31. Dezember 2005 | 153           |
| 30. Juni 2006     | 154           |

| Jahr | Einwohnerzahl (Prognose) |
| ---- | ------------------------ |
| 2010 | 140                      |
| 2015 | 140                      |
| 2020 | 130                      |

Quelle: Städtebauliches Entwicklungskonzept der Stadt Zwickau 2020 (Stand: Dezember 2006) sowie Statistische Informationen der Stadt Zwickau 2006/1.